# Diocèse de Segorbe-Castellón
Le diocèse de Segorbe-Castellón (en latin : dioecesis Segobricensis-Castellionensis ; en catalan : diòcesi de Sogorb-Castelló ; en espagnol : diócesis de Segorbe-Castellón) est une Église particulière de l'Église catholique en Espagne. Suffragant de l'archidiocèse métropolitain de Valence, il relève de la province ecclésiastique éponyme. Depuis 2006, Casimiro López Llorente (es) est l'évêque diocésain de Segorbe-Castellón.

## Territoire
Le diocèse de Segorbe-Castellón confine : au sud, avec l'archidiocèse de Valence ; à l'ouest, avec le diocèse de Teruel et Albarracín ; et, au nord, avec celui de Tortosa. À l'est, la mer Méditerranée le sépare des diocèses de Majorque, de Minorque et d'Ibiza, qui couvrent les îles Baléares.
Il couvre l'intégralité de la province civile de Castellón de la Plana, dans la Communauté valencienne.
Au 1er juin 2013, il comprend les cent deux communes de la province.

## Subdivisions
Au 1er juin 2013, le diocèse de Segorbe-Castellón est divisé en cent quarante-cinq paroisses réparties entre divers archiprêtrés.

## Histoire
Diocèse de Segorbe — VI et VI siècles.
Diocèse de Segorbe — 1173-1259, avec le siège épiscopal à Albarracín
Diocèse de Segorbe-Albarracín — 1259-1571 ou 1576.
Diocèse de Segorbe — 1571 ou 1577-1960.

## Cathédrales et basiliques mineures
La cathédrale de Segorbe, dédiée à l'Assomption de sainte Marie, est la cathédrale du diocèse et, depuis le 2 mai 1985, une basilique mineure.
La cathédrale de Castellón de la Plana, dédiée à sainte Marie, est la co-cathédrale du diocèse.
Les deux autres basiliques mineures du diocèse sont :
- la basilique du sanctuaire de Lledó, à Castellón de la Plana, dédiée à sainte Marie, basilique mineure depuis le 18 mars 1983[5]
- la basilique de Villareal, dédiée à saint Pascal Baylón, basilique mineure depuis le 25 mars 1996[6]

## Ordinaires

### Évêques de Segorbe-Castellón (depuis 1960)
- 1960-1971 : José Pont y Gol
- 1971-1996 : José María Cases Deordal
- 1996-2005 : Juan Antonio Reig Plá
- depuis 2006 : Casimiro López Llorente